# 郑成思
郑成思（1944年12月22日—2006年9月10日），云南昆明人，中国知识产权专家，中国社会科学院知识产权中心主任、教授，北京大學法學院兼職教授，研究员。
鄭成思教授一生致力於知識產權法學的研究和促進中國知識產權的發展，是獲國內外法學界公認的知識產權法學權威。 2004－2006年，郑成思连续三年被英国《知识产权》杂志评为“世界上最有影响的50位知识产权界人物”之一。

## 生平
郑成思1967年毕业于北京政法学院，1979年开始在中国社会科学院法学所工作，1981年到1983年间在英国伦敦经济学院学习。
1994年郑成思成为世界知识产权组织仲裁中心仲裁员，同年担任中国社会科学院知识产权中心主任。
郑成思是第九届、第十届全国人大代表、法律委员会委员。
2006年9月10日22时，郑成思在北京病逝。